# Pierre Lescot
Pierre Lescot (1515 Paříž – 1578 tamtéž) byl francouzský architekt. Byl klasickým představitelem renesančního stylu à la française. Na rozdíl od většiny architektů své doby nepocházel ze stavitelské rodiny; jeho otec byl prévôt des marchands a nechal syna vystudovat práva.
Francouzský král František I. ho pověřil přestavbou paláce Louvre a v letech 1546 až 1551 vznikla podle jeho projektu část nazývaná Lescotovo křídlo. K jeho dalším významným dílům patří zámek Vallery, Fontána Neviňátek a Hôtel Carnavalet. Spolupracoval se sochařem Jeanem Goujonem.
Lescot byl kanovníkem katedrály Notre-Dame, kde je také pohřben. Jeho přítelem byl Pierre de Ronsard, který mu věnoval oslavnou báseň. V 1. pařížském obvodu je po něm nazvána ulice Rue Pierre-Lescot.